# Rafael Inclán
Rafael Jiménes Inclán (Mérida, Yucatán; 22 de fevereiro de 1941) é um ator mexicano. Sua infância foi dada nos cenários, uma vez que a mãe dele Gloria Alicia Inclán, e sua tia Elena Inclán, que eram gêmeas, trabalhou em peças teatrais, com grande sucesso. Além disso, herdou de seu pai, Alfonso Jiménez, mais conhecida como "El Kilómetro", a ação natural. É uma pessoa muito importante no México. Já fez muitas telenovelas em toda a sua vida e todas para a emissora Televisa.

## Biografia
Em 1961 iniciou a sua preocupação e desejo com a atuação, então ele partiu na tarefa de encontrar uma oportunidade. Naquela época, Rafael Inclán estava vendendo roupas e trabalhando em coisas diferentes. Graças à intervenção e ao apoio da sua mãe, passou a trabalhar na Companhia de Teatro Don Luis G. Basurto, onde pouco a pouco começou com papéis em várias peças. Finalmente, em 1967 sua grande chance vem do lado de Luis G. Basurto e garantiu um lugar no teatro.
Em 1968, sua carreira entrou em filme adultos "Las Golfas", no entanto, seu interesse centrou-se no teatro. Nesta área tem partilhado o palco com outras importantes figuras em produções tais como: "Trincheras", "El Tenorio Cómico Musical", "México Lindo y Querido", "Los Pepenadores" e "El Avaro de Moliere", pelo seu trabalho neste último filme em 1991 foi homenageado, em dois anos consecutivos com o prêmio de teatro de Melhor Ator.
Em 1972 ele o gosto pela indústria cinematográfica para participar em mais de 80 filmes e videohomes como: "El Héroe Desconocido", "El Billetero", "La Pulquería", "El Evangelio de las Maravillas", "El Coronel no Tiene Quien le Escriba", "La Perdición de los Hombres", O filme premiado com o a Concha de Prata no Festival San Sebastian. Em 2003 participou no filme "Asesino en serio y Nicotina".
Na televisão ele atou em várias telenovelas como, La Pícara Soñadora, "Vivir un Poco", "Mi pequeña traviesa, Ramona, Amigas y rivales, e Clase 406, também tem participado de algumas séries e programas como "Juntos pero no Revueltos" e "Hoy",
Na parte relativa a 2003 participou da comédia "La Jaula", que dá vida ao deputado Tranzini, um homem da política que não é filiado a qualquer partido oficial, ele vai por todo México e usando a sua boa linguagem em termos de questões gerais, Tranzini é um homem cheio de palavras e de fatos, com a qualidade de ser convincente para as mulheres.
No início de 2004, participa do programa "La escuelita VIP", sob a produção de Jorge Ortiz de Pinedo. Rafael Inclán durante sua carreira recebeu vários prêmios por seu trabalho na área de cinema, teatro e televisão. Em 2008 participa com destaque na telenovela Alma de Hierro para dar vida a Ignacio, sob a produção de Roberto Gómez Fernández.

## Trajetória

### Telenovelas
- Los Hilos del Pasado (2025 - 2026) - A definir
- La herencia (2022) como Don Agustín
- ¿Qué le pasa a mi familia? (2021) como Don Fulgencio Morales Vela
- Mi marido tiene más familia (2018) como Don Eugenio Córcega Sierra
- Mi marido tiene familia (2017) como Don Eugenio Córcega Sierra
- Mi corazón es tuyo (2014) como Don Nicolás Lascuráin
- Cachito de cielo (2012) como Don Ernesto Landeros "Pupi"
- Niña de mi corazón (2010) como Don Vittorio Conti
- Corazón Salvaje (2009) como Don Mauricio del Campo
- Alma de Hierro (2008) como  Don Ignacio Hierro González
- Pasión (2008) como  Don Fred Lencastre
- Objectos Perdidos (2007) como  Don Ramon
- XHDRbZ (2007) como  Don Pai de Exelsa
- Código postal (2006) como  Don Avelino Gutiérrez
- Rebelde (2005) como  Don Guilherme Vasques
- Clase 406 (2002) como  Don Ezequiel Cuervo Domínguez
- Amigas y rivales (2001) como  Don Moncho/Manuel de la Colina
- Primeiro amor... a mil por hora (2000) como  Don Zack
- Ramona (2000) como  Don Juan Canito
- Cuento de Navidad (1999) como  Don Pavon
- Camila (1998) como  Don Luis Lavalle
- Mi pequeña traviesa (1997) como  Don Marcelo
- Mi querida Isabel (1997) como  Don Pantaleón
- Juntos pero no revueltos (1993)
- En carne propia (1991) como  Rafael / Miguel
- La Pícara Soñadora (1991) como  Camilo López
- Simplemente María (1989) como  Chema
- Monte Calvario (1988) como  Armando
- Rosa Selvagem (1987) como  Agente de policia
- Vivir un Poco (1985) como  Marabunta

### Séries de televisão
- Mujeres asesinas 3ª - Azucena, liberada ... Gregorio
- Mujeres asesinas 2ª - Ana y Paula, ultrajadas ... Juan Enrique Elizondo.
- Mujeres asesinas 1ª - Emilia, cocinera ... Felipe Dominguez
- Enrique Polivoz (1977-1980) - Vários personagens

### Filmes
- El Héroe Desconocido
- El Billetero
- La Pulquería
- El Evangelio de las Maravillas
- El Coronel no Tiene Quien le Escriba
- La Perdición de los Hombres
- La Concha de Plata en el Festival de San Sebastián
- Assesino en serio
- Nicotina